# Style Empire russe

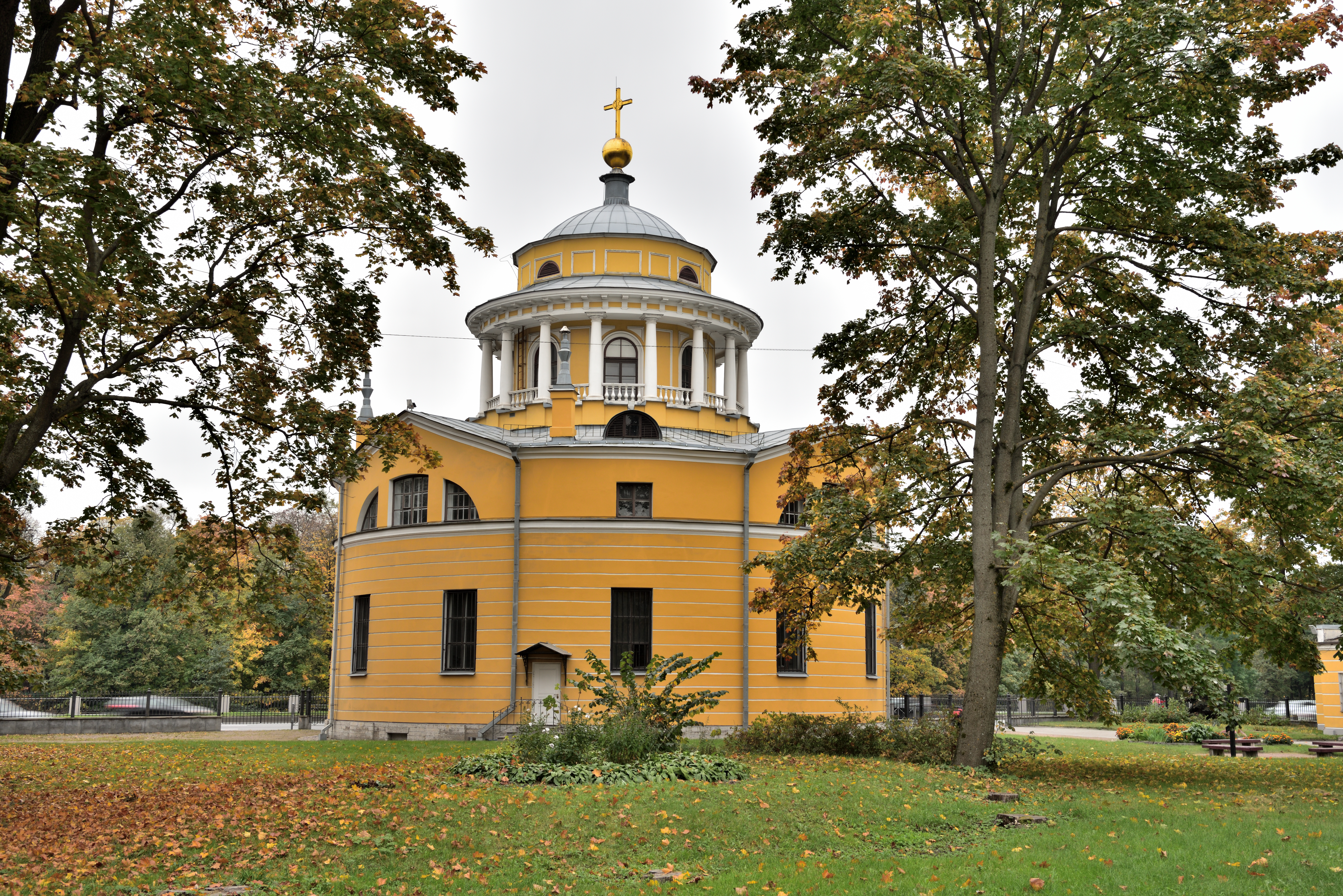
Église de l'Annonciation sur l'avenue Primorski à Saint-Pétersbourg.

Le style Empire russe est un style artistique du premier tiers du XIXe siècle, qui s'est développé sous l'influence du style Empire venus de France et est apparu presque simultanément que ce dernier. Le style Empire russe ne copie pas simplement la tendance européenne à la mode au début du XIXe siècle, qui repensait les images et les monuments du patrimoine architectural et artistique de la Grèce antique ainsi que de la Rome antique, il la combine avec les traditions nationales du classicisme. Se développant pendant les périodes du classicisme élevé et tardif, le style s'étend sur deux décennies et demie du règne de l'empereur Alexandre Ier et le début du règne de son frère Nicolas Ier. Cela s'est manifesté particulièrement clairement dans l'architecture, la décoration intérieure et les arts décoratifs de la capitale de l'Empire russe, Saint-Pétersbourg.

## Histoire
Les plus grandes travaux du style Empire russe se situent dans le domaine de l'architecture, c'est pourquoi on l'appelle parfois en Russie « classicisme urbain ». L'architecte Vincenzo Brenna a été un grand contributeur du style.
En 1804-1806, la manufacture de porcelaine de Sèvres réalise un grand « service égyptien » (146 pièces) avec des peintures et des objets figurés d'après des gravures d'après les dessins de Denon. Napoléon a offert ce service à l'empereur Alexandre en 1808 lors de leur rencontre à Erfurt (aujourd'hui en Allemagne) en souvenir de la conclusion du traité de Tilsit entre la France et la Russie (1807). Le service a eu lieu à Moscou, dans l'Armurerie. Aujourd'hui, une partie des produits est exposée au Musée de la Céramique du château de Kouskovo, près de Moscou, et une autre partie au musée de l'Ermitage de Saint-Pétersbourg.
Après la fin des guerres napoléonniennes, en 1814 à Paris, l'empereur Alexandre rencontra P. Fontaine et, avant même la deuxième entrée des armées alliées à Paris, reçut treize albums avec des dessins à la plume et à l'aquarelle, des dessins d'intérieurs, de meubles et « divers monuments », avec une inscription dédicatoire : « Au noble empereur Alexandre et à la courageuse armée russe ». Ces albums étaient conservés au Palais d'Hiver de Saint-Pétersbourg (maintenant dans la bibliothèque de l'Ermitage), ils ont eu un impact significatif sur l'œuvre des maîtres de « l'Empire russe ». Ils ne furent publiés en France seulement 1892. Percier et Fontaine, après la défaite de Napoléon, cherchèrent à entrer au service russe, mais l'empereur russe préféra Auguste Montferrand, alors inconnu, qui présenta également au monarque son « Album de divers projets architecturaux dédié à Sa Majesté l'Empereur de Toute la Russie Alexandre Ier » . La  cathédrale Saint-Isaac, érigée avec beaucoup de difficulté dans la capitale russe de 1818 à 1858, reflète des idées différentes, plus tardives, sur l'architecture des temples.
De nombreux artistes, à la suite d'Igor Grabar et Georges Loukomski distinguent le classicisme précoce, « doux » d'Alexandre ou « d'avant-guerre » avec une orientation vers les monuments architecturaux de la Grèce antique dans le style dorique dans un style historique et régional particulier. Le style Empire russe de 1815-1820, qui l'a suivi, comme dans la France napoléonienne, a suivi les traditions de la Rome impériale, puisque la Russie, après la victoire sur la France, est devenue un empire puissant pouvant dicter sa volonté envers l'Europe. Des représentants exceptionnels du style du premier classicisme alexandrin devraient être considérés comme A. D. Zakharova, Andreï Voronikhine et  Thomas de Thomon. En conséquence, le plein développement du style de l’Empire russe fait référence à « l’ère d’après-guerre », qui a donné un nouvel élan au développement du style.
Néanmoins, tous les historiens de l'art russe ne reconnaissent pas la validité du terme « Empire russe », estimant que le nom français ne devrait s'appliquer qu'à l'art de France, et dans la Russie de la même période prédominait le « classicisme tardif » avec ses propres spécificités. L'Empire russe, ou classicisme tardif, était divisé en Moscou et Saint-Pétersbourg, et une telle division était déterminée moins par des critères territoriaux que par le degré de séparation avec le classicisme de l'époque précédente, carMoscou était davantage liée aux traditions russes.

## Œuvres du style
L'œuvre de l'architecte italien Carlo Rossi occupe une place particulière dans l'histoire de l'art russe du début du XIXe siècle. Son nom est associé à la création d’ensembles grandioses au centre de Saint-Pétersbourg et à « l’architecture des perspectives à long terme ». L'architecture de Carlo Rossi est souvent corrélée au style Empire et est appelée « Empire Russe ». Cependant, le style individuel de Rossi est plus doux, plus pittoresque que celui de ses collègues français Percier et Fontaine, et, en même temps, plus audacieux, plus large, plus spatial. Les ensembles grandioses créés par Carlo Rossi dans la capitale russe contiennent la rigueur du véritable classicisme, la variété des motifs palladiens et le pathétique de l'espace caractéristique de la pensée baroque. Les italianismes du style v se sont transformés en un « paysage de l'âme russe ». Joseph Bové et Domenico Gilardi ont travaillé à Moscou. Le classicisme russe tardif était représenté par Vassili Stasov.
Les meubles créés d'après les dessins de K. Rossi, qui rappellent quelque peu les dessins de Percier et Fontaine (Rossi a utilisé leurs albums conservés au Palais d'Hiver), dans les ateliers de Saint-Pétersbourg de V. I. Bobkov et I. I. Bauman, sont de beaux exemples du style,.
La nature multicomposante du classicisme tardif, ou style Empire russe et de son école, s'est avérée transitionnelle, ouvrant la voie à des recherches stylistiques pendant la période de l'historicisme et del'éclectisme du milieu et de la seconde moitié du XIXe siècle. .
La renaissance de l’esthétique impériale sous d’autres formes s’est produite en Russie durant l'époque soviétique, du milieu des années 1930 au milieu des années 1950. Ce mouvement dans l'architecture, la sculpture et les arts décoratifs est connu sous le nom de style soviétique ou « Empire stalinien ».